# Prava osoba sa retkim bolestima
Prava osoba sa retkim bolestima čini poseban skup medicinskih, pravnih i socijalnih normativa koji imaju za cilj da olakšaju život i zaštite od neželjenih posledica mali procenat čovečanstva koji boluje od retkih bolesti. Retke bolesti, zbog toga što su se javljaju u malom procentu, dugo su bile zapostavljene, što je rezultovalo njihovim malim publicitetom i nedovoljnim naučnim interesom za ulaganje u naučna istraživanja i davanja društva za socijalnu i medicinsku zaštitu osoba obolelih od fretkih bolesti.

## Opšte informacije o retkim bolestima
Retka bolest je bilo koja bolest koja se javlja najviše 1 u 2 000 osoba. Slično kao kod nekih bolesti odraslih, koje inače nisu retke, na primer demencija, ali kad dobije veoma redak oblik, onda se ubraja u retke bolesti.
Karakteristika stanja pacijenata sa retkim bolestima jeste da se bolest teško dijagnostički otkriva, a da oboleli pri tome uvek imaju pogoršanje zdravstvenog stanja i nejasnu kliničku sliku.
Osnovne karakteristike
Najvažnije karakteristike retkih bolesti su:
- U oko 80% slučajeva su genetskog porekla (odnosno urođen, genetičkog porekla, a često se kod novorođene dece „maskira“, jer se vidi samo jedan simptom).
- U 20% slučajeva su posledica infеkciја, аlеrgiја, uticаја fакtоra živоtnе srеdinе ili su dеgеnеrаtivnе i prоlifеrаtivnе
- U 50% osoba sa retkim bolestima, prvi simptomi bolesti se javljaju već na rođenju ili u ranom detinjstvu
- U 30% dece sa retkom bolešću živi manje od 5 godina.
- Za više od 95% retkih bolesti ne postoji nikakva registrovana terapija
- Najčešća posledica retkih bolesti je trajni invaliditet.

## Epidemiologija
Od retkih bolesti boluje 1 od 2.000 do 1 od nekoliko stotina hiljada ljudi, u zavisnosti od dela sveta. Na globalnom nivou procenjuje se da oko 350 miliona ljudi boluje od više od 7.000 različitih retkih bolesti, za koje samo u 5% slučajeva (oko 350) postoji adekvatna terapija.
Srbija
Prema proceni Evropske Komisije, u Srbiji živi, 6% do 8% ili 500.000 stanovnika kod kojih je registrovana neka od 6.000 (7.000) retkih bolesti.

## Problemi osoba sa retkim bolestima

### Problemi u lečenju
Uprkos međusobnoj različitosti, osobe sa retkim bolestima i njihove porodice suočavaju se sa istim brojnim teškoćama koje proističu iz retkosti, od kojih su najznačajniji:
- Nedostupnost dijagnoze ili višegodišnje traganje za dijagnozom
- Nedostatak informacija: o samoj bolesti, gde dobiti pomoć, uključujući i nedostatak kvalifikovanih stručnjaka
- Nepostojanje naučnih istraživanja, nepostojanje lekova i odgovarajućih medicinskih pomagala
- Visoka cena postojećih lekova (što vodi u siromaštvo porodice i smanjenja dostupnosti lečenja)

### Socijalni problemi
Najčešće socijalne posledice koje trpe osobe sa retkim bolestima i njihove porodice su:
- stigmatizacija, izolacija, diskriminacija,
- smanjenje profesionalnih mogućnosti
- nedostatak kvalitetne zdravstvene zaštite: isključenost iz zdravstvene zaštite, čak i kada je postavljena ispravna dijagnoza
- nejednakost, nailazak na administrativne prepreke u pokušajima da se leče ili ostvare prava iz domena socijalne zaštite

## Prava osobe sa retkim bolestima u R. Srbiji
Regulisanje pravnog pristupa omogućeno je osobama sa retkim bolestima u R. Srbiji da ostvare brojne mogućnosti, što je značajno uticalo i na ravnopravnost ovih pacijenta:
- kroz segment pomoći u ostvarivanju prava,
- kroz praktično ostvarivanje prava obolelih od retkih bolesti kao posebno osetljivih pacijenata na različitim nivoima zdravstvene zaštite
- kroz prava na prevenciju, dijagnostiku, lečenje i rehabilitaciju,
- kroz medicinska istraživanja,
- kroz funkcionisanja zaštitnih pravnih mehanizama u odnosu na njihovu oslabljenu poziciju.

### Prava iz oblasti zdravstvene zaštite u R. Srbiji
Lica koja boluju od retkih bolesti u Republci Srbiji prema Zakonu o pravima pacijenata (2013), bez obzira na težinu zdravstvenog stanja ili vrste bolesti mogu da ostvare sledeća prava:
- pravo na kvalitetnu i kontinuiranu zdravstvenu zaštitu.[5]
- partnerski, a ne podređen odnos u bilo kojoj zdravstvenoj službi.[6]
- dostupnost zdravstvene zaštite u skladu sa zdravstvenim stanjem, a u granicama materijalnih mogućnosti sistema zdravstvene zaštite (ova odredba obuhvata i pristup farmaceutskoj zdravstvenoj zaštiti, kao i Centrima za retke bolesti u skladu sa Zakonom o zdravstvenoj zaštiti.
- jednak pristup zdravstvenoj službi, bez diskriminacije u odnosu na finansijske mogućnosti, mesto stanovanja, vrstu oboljenja, vreme pristupa zdravstvenoj službi ili u odnosu na neku drugu različitost koja može da bude uzrok diskriminacije
- na sve vrste informacija o stanju svoga zdravlja, zdravstvenoj službi i načinu kako da je koristi
- na preventivne mere radi očuvanja i unapređenja zdravlja, kao i sprečavanja, suzbijanja i ranog otkrivanja bolesti i drugih poremećaja zdravlja
- na kvalitet pružanja zdravstvene usluge
- na bezbednost, u vidu praćenja faktora rizika mog lečenja, kao i preduzimanja mera za njihovo smanjenje, zbog čega ne smem da trpim nikakvu štetu
- na obaveštenje koje je potrebno kako bi osoba donela odluku da pristane ili ne pristane na predloženu medicinsku meru
- na slobodan izbor doktora medicine, odnosno doktora stomatologije, zdravstvene ustanove, kao i slobodan izbor predloženih medicinskih mera u skladu sa zakonom
- da na lični zahtev tražim drugo stručno mišljenje o stanju sopstvenog zdravlja od lekara koji nije direktno učestvovao u pružanju zdravstvene usluge
- na privatnost i poverljivost svih ličnih informacija, koje su mu saopštili nadležni zdravstveni radnici, odnosno zdravstveni saradnici, kao i pravo na zaštitu fizičke privatnosti tokom sprovođenja dijagnostičkih ispitivanja i lečenja u celini
- na pristanak da slobodno odlučuje o svemu što se tiče života i zdravlja, osim u slučajevima kada to direktno ugrožava život i zdravlje drugih lica
- da predloženu medicinsku meru odbem, čak i u slučaju kada se njome spasava ili održava život, osim u slučaju kad se utvrdi da osoba nije sposobna za rasuđivanje
- na uvid u medicinsku dokumentaciju lično ili preko zakonskog zastupnika
- na poverljivost podataka o sopstvenom zdravstvenom stanju jer oni ulaze u podatke o ličnosti i predstavljaju naročito osetljive podatke
- da učestvujem u medicinskom istraživanju odnosno kliničkom ispitivanju lekova i medicinskih sredstava, a sve u skladu sa zakonom kojim se uređuje oblast lekova i medicinskih sredstava.[7]

### Prava vezana za retko oboljenje u obliku dodatne i specifične zaštite
Lica koja boluju od retkih bolesti u Republci Srbiji prema Zakonu o pravima pacijenata vezano za retko oboljenje i obliki dodatne i specifične zaštite, bez obzira na težinu zdravstvenog stanja ili vrste bolesti mogu da ostvare sledeća prava:
- na privatnost i zaštita podataka o ličnosti u odnosu na ustanovljeno retko stanje ili retku bolest
- na odsustvo bilo kakve diskriminacije ili dovođenja u nepovoljni položaj u postupku genetičkog ispitivanja na retku bolest
- vezano za zabranu izbora pola nerođenog deteta, osim ako se ono preduzima u svrhu izbegavanja teške nasledne bolesti vezane za pol i uz dozvolu za dijagnostički postupak od Uprave za biomedicinu Republike Srbije
- na dijagnozu uvek kad je dijagnoza moguća i dostupna prema stanju razvoja biomedicinskih i tehnoloških saznanja, i kada je postavljena u skladu sa pravilima medicinske struke i sa dužnom pažnjom u postupanju.[9]
- na konzilijarnu, hipotetičku dijagnozu, kao privremenu ili radnu dijagnozu kod ozbiljnih poteškoća ili nejasnog zdravstvenog stanja u pogledu dijagnoze
- na obaveštenje o dijagnozi radi davanja pristanka (informed consent) za medicinski tretman pravo da tražim ranu dijagnostiku onda kada je ona prioritet i kad po zakonu postoji obaveza lekara da pravovremeno postavi dijagnozu
- da traži uput za opsežnu ciljanu dijagnostiku na retku bolest, kada su klinički simptomi nejasni, odnosno kada postoji sumnja na određenu retku bolest ili stanje
- da bude medicinski tretiran uz primenu meni prilagođenog, individualnog pristupa
- da traži lekarsko mišljenje o slanju sopstvenog biološkog materijala ili o njegovom ličnom upućivanju u inostranu zdravstvenu ustanovu, ukoliko je njegovo stanje duže od šest meseci bez potvrđene dijagnoze, odnosno bez mogućnosti daljih dijagnostičkih postupaka u Srbiji.[10]
- da podnesem zahtev i pristupim komisiji radi ocene ispunjenosti uslova za dodelu sredstava iz Republičkog fonda za zdravstveno osiguranje, odnosno iz Budžetskog fonda za lečenje oboljenja, stanja i povreda koje se ne mogu lečiti u Republici Srbiji.

## Literatura
- Odluka Vlade Republike Srbije od 30. avgusta 2014. godine, 05 broj: 400-9720/2014.
- Pravilnik o sadržaju i obimu prava na zdravstvenu zaštitu iz obaveznog zdravstvenog osiguranja i o participaciji za 2015. godinu, „Sl. glasnik RS“, br. 1/2015.
- Pravilnik o medicinsko-tehničkim pomagalima koja se obezbeđuju iz sredstava obaveznog zdravstvenog osiguranja, „Sl. glasnik RS“, br. 52/2012, 62/2012 - ispr., 73/2012 - ispr., 1/2013, 7/2013 - ispr., 112/2014, 114/2014 - ispr. i 18/2015.
- Pravilnik o uslovima i načinu upućivanja osiguranih lica na lečenje u inostranstvo, „Sl. glasnik RS“, br. 44/2007, 65/2008, 36/2009, 32/2010, 50/2010, 75/2013, 110/2013. i 113/2014.
- Procedure kojima se uređuju bliži uslovi, način i postupak dodele sredstava iz budžetskog fonda za lečenje oboljenja, stanja ili povreda koje se ne mogu uspešno lečiti u Republici Srbiji, Ministar zdravlja RS, odluka broj: 500-01-1291/2014-05 od 19.12.2014.

## Spoljašnje veze
- Šta su retke bolesti? Nacionalna organizacija za retke bolesti Srbije – NORBS Архивирано на веб-сајту  (25. јануар 2020)